# Bray, Botswana
Bray är en ort (village) i distriktet Kgalagadi i sydvästra Botswana. 